# Тома, Луи-Венсан
Луи-Венсан Тома (фр. Louis-Vincent Thomas, 20 мая 1922 — 22 января 1994) — французский социолог, этнолог-африканист.

## Биография
Окончил университет в Дакаре. С 1948 преподавал в том же университете, затем — профессор университета Париж V (Париж Декарт).

## Научные интересы
Главный предмет научных интересов Тома — коллективные представления чёрной Африки, и прежде всего антропология потустороннего и контактов человека с потусторонним — представления о смерти, ритуалы погребения и почитания умерших (танатология). Ряд его трудов посвящён современной научной фантастике, анализу катастрофических образов в фантастическом искусстве и литературе.

## Основные труды
- Диола. Опыт функционального анализа одной народности в Нижнем Казамансе/ Les Diola. Essai d’analyse fonctionnelle sur une population de Basse-Casamance. Paris: Université de Paris, 1959
- Современные идеологии чёрной Африки/ Les idéologies négro-africaines d’aujourd’hui. Paris: A.G. Nizet, 1965
- Африка и социализм/ Le socialisme et l’Afrique :
  - Tome 1, Essai sur le socialisme africain, Paris: Le livre Africain, 1966
  - Tome 2, L’idéologie socialiste et les voies africaines de développement, Paris: Le livre Africain, 1966
- Пять очерков о смерти по-африкански/ Cinq essais sur la mort africaine. Dakar: Université de Dakar, 1968
- Антропология смерти/ Anthropologie de la mort. Pasris: Payot, 1975
- Цивилизация и вымыслы: смерть, фантазмы, научная фантастика/ Civilisation et divagations. Mort, fantasmes, science-fiction. Paris: Payot, 1979 (Специальная премия по научной фантастике)
- Африка и её религии: традиции и изменения/ La terre africaine et ses religions: traditions et changements. Paris: L’Harmattan, 1980 (в соавторстве)
- Смерть по-африкански: идеология погребения в чёрной Африке/ La Mort africaine: idéologie funéraire en Afrique noire. Paris: Payot, 1982
- Фантазмы в повседневной жизни/ Fantasmes au quotidien. Paris: Libr. des Méridiens, 1984
- Ритуалы смерти: ради умиротворения живых/ Rites de mort: pour la paix des vivants. Paris: Fayard, 1985
- Антропология наваждений/ Anthropologie des obsessions. Paris: L’Harmattan, 1988
- Смерть и власть/ Mort et pouvoir. Paris: Payot, 1998
- Антропология болезни/ Anthropologie de la maladie. Étude ethnologique des systèmes de représentations étiologiques et thérapeutiques dans la sociétés contemporaines. Paris: Payot, 1993
- Смерть во плоти: тело, смерть, Африка/ Les chairs de la mort: corps, mort, Afrique. Paris: Inst. d'Éd. Sanofi-Synthélabo, 2000
- Смерть/ La mort. Paris: PUF, 2003
- Колдовские силы. Исследования современных практик колдовства/ Pouvoirs sorciers. Enquêtes sur les pratiques actuelles de sorcellerie. Paris: Imago, 2004 (в соавторстве)